# Pavúkov jarok
Pavúkov jarok este o arie protejată (arie specială de conservare — SAC, sit de importanță comunitară — SCI) din Slovacia întinsă pe o suprafață de 22,49 ha, integral pe uscat.

## Localizare
Centrul sitului Pavúkov jarok este situat la coordonatele 48°46′17″N 17°39′44″E / 48.771518°N 17.662115°E.

## Înființare
Situl Pavúkov jarok a fost declarat sit de importanță comunitară în aprilie 2004 pentru a proteja 8 specii de animale. Situl a fost protejat și ca arie specială de conservare în martie 2004.

## Biodiversitate
Situată în ecoregiunea alpină, aria protejată conține 3 habitate naturale: Fânețe de joasă altitudine (Alopecurus pratensis, Sanguisorba officinalis), Păduri aluvionare cu Alnus glutinosa și Fraxinus excelsior (Alno-Padion, Alnion incanae, Salicion albae), Liziere de ierburi înalte hidrofile de câmpie și de nivel montan până la alpin.
La baza desemnării sitului se află mai multe specii protejate:
- păsări (2): potârniche (Perdix perdix), mărăcinar negru (Saxicola torquatus)
- amfibieni (1): buhai de baltă cu burta roșie (Bombina bombina)
- nevertebrate (5): Euplagia quadripunctaria, Leptidea morsei, fluturele purpuriu (Lycaena dispar), phengaris nausithous (Maculinea nausithous), Maculinea teleius

Pe lângă speciile protejate, pe teritoriul sitului au mai fost identificate 5 specii de amfibieni, 10 specii de mamifere, 1 specie de nevertebrate, 3 specii de reptile.